# Sanremo
Sanremo hay Sa Remo (Sanrœmu trong tiếng Liguria) là một đô thị và cộng đồng (comune) ở tỉnh Imperia trong vùng Liguria miền bắc nước Ý.
Đô thị Sanremo có diện tích 54,7 ki lô mét vuông, dân số thời điểm năm 31 tháng 5 năm 2010 là 56.962 người.
Đô thị Sanremo có các đơn vị dân cư (frazioni) sau: San Romolo, Poggio, Bussana, Bussana Vecchia, Coldirodi, Verezzo, San Bartolomeo, Gozo Superiore, Gozo Inferiore, Verezzo San Donato, Verezzo Sant'Antonio, San Giacomo, San Giovanni, Borello.
Các đô thị giáp ranh: Apricale, Bajardo, Ceriana, Ospedaletti, Perinaldo, Seborga, Taggia, Bordighera.
Sanremo nằm bên bờ biển Địa Trung Hải ở phía tây Liguria Tây Bắc Italia. Được thành lập vào thời La Mã, thành phố được biết đến như một điểm đến du lịch Riviera của Ý. Đây là nơi rất nhiều sự kiện văn hóa, chẳng hạn như Liên hoan Âm nhạc Sanremo và đua xe đạp cổ điển Milano - San Remo.